# San Giorgio (croiseur)
Pour les articles homonymes, voir San Giorgio.
Le San Giorgio est le navire de tête de sa classe de 2 croiseurs cuirassés, construit pour la Regia Marina dans la première décennie du 20e siècle.
Mis en service en 1910, le navire a été gravement endommagé lorsqu'il s'est échoué avant le début de la guerre italo-turque en 1911, bien qu'il ait été réparé avant la fin de celle-ci. Pendant la Première Guerre mondiale, les activités du San Giorgio ont été limitées par la menace des sous-marins austro-hongrois, bien que le navire ait participé au bombardement de Durrës, en Albanie, à la fin de 1918.
Il a servi de yacht royal pour la tournée du prince héritier Umberto en Amérique du Sud en 1924, puis a été déployé dans l'océan Indien pour soutenir les opérations au Somaliland italien en 1925-1926. Le San Giorgio a servi de navire-école de 1930 à 1935 et a ensuite été reconstruit en 1937-1938 pour mieux remplir ce rôle. Dans le cadre de sa reconstruction, il a été équipé d'un système anti-aérien moderne qui a été augmenté avant d'être transféré pour renforcer les défenses de Tobrouk peu avant que l'Italie ne déclare la guerre aux Alliés à la mi-1940. Le San Giorgio a été contraint de se saborder au début de 1941 lorsque les Alliés ont occupé le port. Son épave a été utilisée comme navire de réparation immobile par les Britanniques de 1943 à 1945. Récupéré en 1952, il a coulé alors qu'il était remorqué en Italie pour être démantelé.

## Conception et description

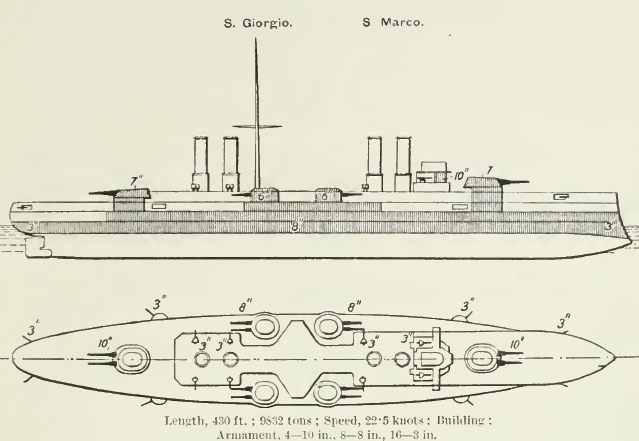

Les navires de la classe San Giorgio ont été conçus comme des versions améliorées de la classe Pisa. Le San Giorgio avait une longueur entre perpendiculaires de 131,04 mètres (429 ft 11 in) et une longueur hors-tout de 140,89 mètres (462 ft 3 in). Ils avaient une largeur de 21,03 mètres (69 ft 0 in) et un tirant d'eau de 7,35 mètres (24 ft 1 in). Le navire avait un déplacement de 10 167 tonnes métriques (10 006 tonnes longues) à charge normale, et de 11 300 tonnes métriques (11 100 tonnes longues) à charge profonde. Son effectif de 32 officiers et de 666 à 673 hommes de troupe.
Le navire était propulsé par une paire de moteurs à vapeur verticaux à triple expansion, chacun entraînant un arbre d'hélice en utilisant la vapeur fournie par 14 chaudières Blechynden à feu mixte. Conçu pour une puissance maximale de 23 000 chevaux (17 000 kW) et une vitesse de 22,5 nœuds (41,7 km/h), le San Giorgio a largement dépassé ce chiffre, atteignant une vitesse de 23,2 nœuds (43,0 km/h) lors de ses essais en mer avec une puissance de 19 595 chevaux (14 612 kW). Le navire avait un rayon d'action de 6 270 milles nautiques (11 610 km) à une vitesse de 10 nœuds (19 km/h).
L'armement principal des navires de la classe San Giorgio consistait en quatre canons Cannone da 254/45 A Modello 1907 (254 mm) placés dans des tourelles jumelées à l'avant et à l'arrière de la superstructure. Les navires montaient huit canons Cannone da 190/45 A Modello 1908 (190 mm) dans quatre tourelles jumelées, deux de chaque côté au milieu du navire, comme armement secondaire. Pour se défendre contre les torpilleurs, ils portaient 18 canons à tir rapide (QF) de calibre 40, de 76 mm. Huit d'entre eux étaient montés dans des embrasures sur les côtés de la coque et le reste dans la superstructure. Les navires étaient également équipés d'une paire de canons QF 40 de 47 mm. Les San Giorgios étaient également équipés de trois tubes lance-torpilles immergés de 450 mm. Pendant la Première Guerre mondiale, huit des canons de 76 mm ont été remplacés par six canons antiaériens de 76 mm et un tube lance-torpilles a été retiré.
Les navires étaient protégés par une ceinture blindée de 200 mm d'épaisseur au milieu du navire et de 80 mm à la proue et à la poupe. Le pont blindé avait 50 mm d'épaisseur et le blindage du poste de commandement 254 mm. Les tourelles de canon de 254 mm étaient protégées par un blindage de 200 mm tandis que les tourelles de 190 mm avaient un blindage de 160 mm.

## Construction et carrière
Le San Giorgio, nommé d'après Saint Georges, le saint patron de Gênes, a été commandé le 3 août 1904 et la pose de la quille le 2 janvier 1907 au chantier naval de Castellammare di Stabia (Regio Cantieri di Castellammare di Stabia) à Castellammare di Stabia. Le navire a été lancé le 27 juillet 1908 et achevé le 1er juillet 1910 Le San Giorgio s'est échoué sur un récif au large de Naples-Posillipo le 12 août 1910, et a été gravement endommagé. On estime que 4 369 tonnes (4 300 tonnes longues) d'eau ont envahi les chaufferies, les magasins et les compartiments inférieurs. Pour renflouer le navire, il a fallu enlever ses canons et ses tourelles, ainsi que sa tour de contrôle et une partie de son blindage.

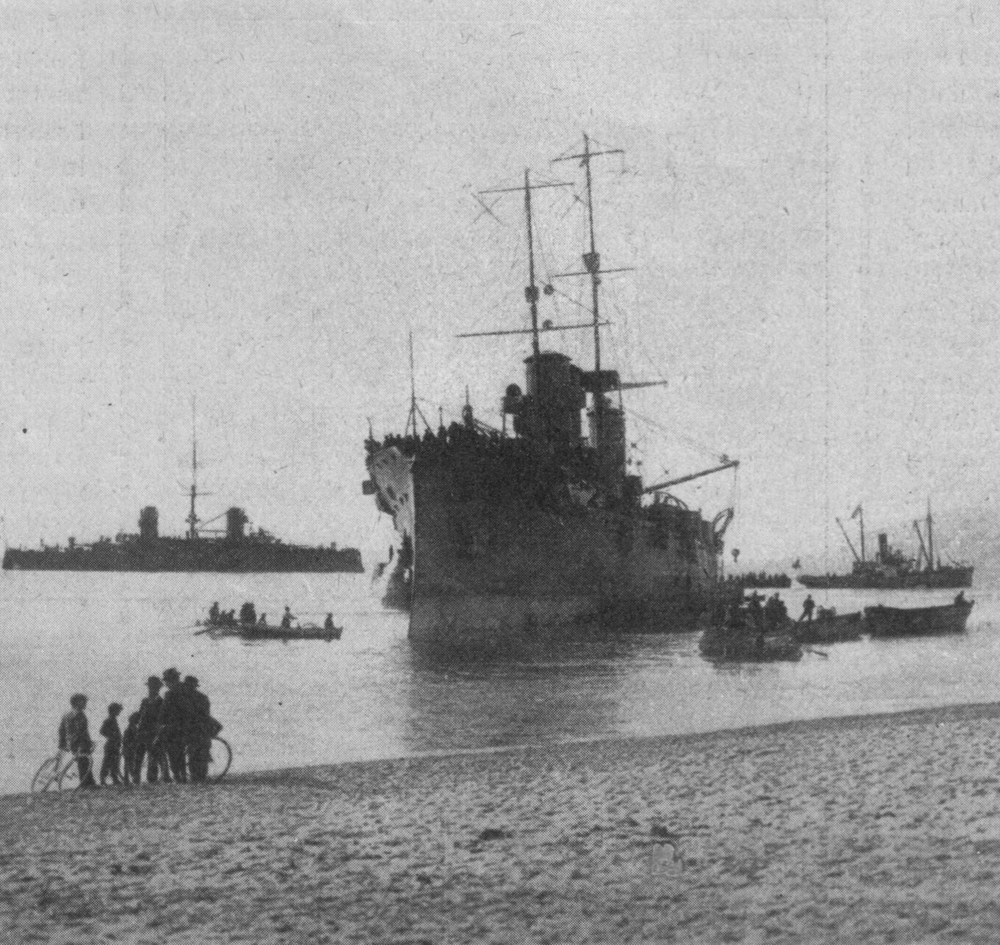
Le San Giorgio après s'être échoué en 1913.

Le San Giorgio est en réparation au début de la guerre italo-turque en septembre et ne rejoint la flotte qu'en juin 1912. En février 1913, le navire croise en mer Égée et fait escale à Salonique, en Grèce, le mois suivant. Le navire s'échoue à nouveau en novembre dans le détroit de Messine, mais n'est que légèrement endommagé. Le capitaine est licencié à la suite de cet incident.
Le San Giorgio était basé à Brindisi lorsque le royaume d'Italie a déclaré la guerre aux Puissances centrales le 23 mai 1915. Cette nuit-là, la marine austro-hongroise a bombardé la côte italienne dans le but de perturber la mobilisation italienne. Parmi les nombreuses cibles, Ancône a été la plus durement touchée, avec des interruptions des services de gaz, d'électricité et de téléphone de la ville; les stocks de charbon et de pétrole de la ville ont été laissés en flammes. Tous les navires autrichiens rentrent sains et saufs au port, ce qui met la Regia Marina sous pression pour qu'elle arrête les attaques. Lorsque les Autrichiens reprennent les bombardements sur la côte italienne à la mi-juin, l'amiral Paolo Thaon di Revel réagit en envoyant le San Giorgio et les autres croiseurs blindés de Brindisi - les plus récents de la marine - à Venise pour compléter les navires plus anciens qui s'y trouvent déjà. Peu de temps après leur arrivée à Venise, le croiseur Amalfi a été coulé par un sous-marin (unterseeboot) le 7 juillet et sa perte a sérieusement limité les activités des autres navires basés à Venise. Le San Giorgio a participé au bombardement de Durrës le 2 octobre 1918 qui a coulé un navire marchand austro-hongrois et endommagé deux autres.

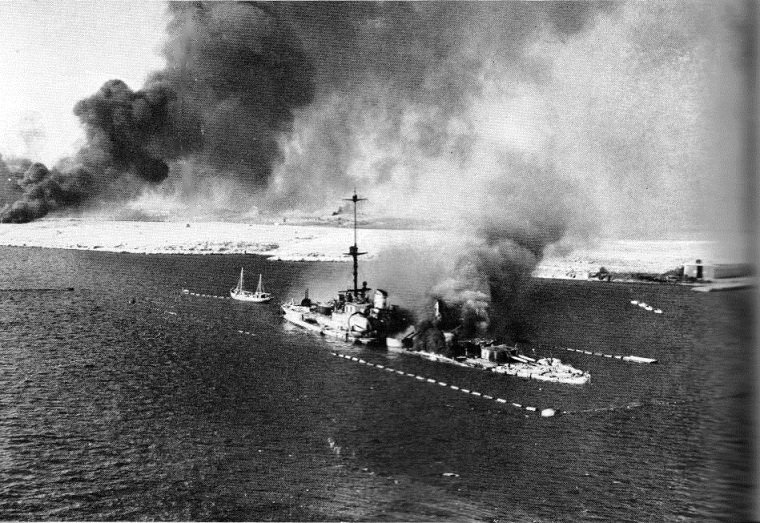
Le San Giorgio en feu après avoir été sabordé à Tobrouk, le 22 janvier 1941.

Le San Giorgio a été remplacé par le croiseur éclaireur Brindisi en tant que navire-amiral de l'Escadron de l'Est le 16 juillet 1921 à Constantinople, en Turquie. Il a ensuite servi en Extrême-Orient et en Chine. En 1924, il a accompagné le prince héritier Umberto lors de sa tournée en Amérique du Sud. Le navire a quitté Naples le 1er juillet et le déclenchement de la deuxième révolte des Tenente au Brésil le jour suivant a forcé les navires à se dérouter vers l'Argentine, où ils sont arrivés à Buenos Aires le 6 août. Trois jours plus tard, le gouvernement a organisé une parade militaire en son honneur qui comprenait un détachement de marins de San Giorgio. Il a visité le Chili avant de quitter Montevideo au Uruguay le 5 septembre, à destination de Bahia au Brésil. Le navire s'est embarqué pour la maison le 18 septembre.
Après son retour, il est affecté à la Division navale de la mer Rouge et de l'océan Indien (Divisione Navale del Mar Rosso e dell'Oceano Indiano) en 1925-1926, soutenant les opérations dans le Somaliland italien. De 1930 à 1935, le navire est basé à Pola comme navire-école pour les cadets de la marine et est envoyé en Espagne après le début de la guerre civile espagnole en 1936 pour protéger les intérêts italiens. En 1937-1938, il est reconstruit pour servir de navire-école pour les cadets de la marine à l'Arsenal de La Spezia: six chaudières sont retirées et les huit restantes sont converties pour brûler du mazout, ce qui réduit sa vitesse à 16-17 nœuds (30–31 km/h). Chaque paire de cheminées a été réunie et ses canons 76/40 ont été remplacés par huit canons de 100 mm/ calibre 47 dans quatre tourelles jumelles situées à côté des cheminées. Ses tubes lance-torpilles ont également été retirés et il a reçu pour la première fois une suite légère d'armes antiaériennes avec l'ajout de six canons Breda de 37 mm de calibre 54 dans des supports simples, une douzaine de canons automatiques Breda modèle 35 de 20 mm dans six supports doubles et quatre mitrailleuses Breda modèle 31 de 13,2 mm dans deux supports doubles. Il conservait cependant sa cuirasse et ses pièces lourdes, très efficaces malgré leur faible portée et leur cadence médiocre.

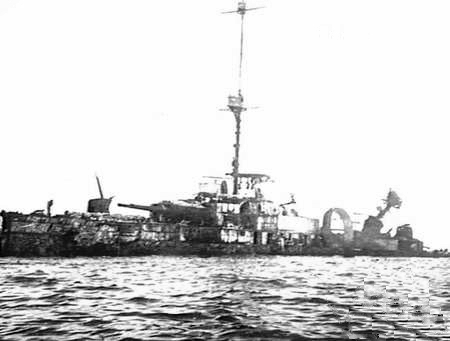
L'épave du San Giorgio plus tard en 1941

Avant qu'il ne soit envoyé pour renforcer les défenses de Tobrouk au début de mai 1940, une cinquième tourelle de canon 100/47 fut ajoutée sur le gaillard d'avant et cinq autres supports de mitrailleuses jumelées de 13,2 mm furent ajoutés pour mieux s'adapter à son nouveau rôle de batterie flottante. Deux jours après que l'Italie eut déclaré la guerre à la Grande-Bretagne le 10 juin, les Britanniques lancèrent une attaque maritime et terrestre coordonnée contre Tobrouk. Les forces navales britanniques, y compris les croiseurs légers Gloucester et Liverpool, ont bombardé le port et ont engagé le San Giorgio, qui n'a subi aucun dommage, tandis que les bombardiers Bristol Blenheim de la Royal Air Force des escadrons No. 45, No. 55, et No. 211 ont également attaqué Tobrouk, frappant le San Giorgio avec une bombe. Le 19 juin, le sous-marin britannique HMS Parthian a tiré deux torpilles sur le San Giorgio, mais elles ont explosé avant de toucher le navire.
Le rôle principal du San Giorgio était de compléter les défenses antiaériennes de Tobrouk; entre juin 1940 et janvier 1941, il a abattu ou endommagé 47 avions ennemis,. Lorsque les troupes du Commonwealth ont encerclé Tobrouk et se sont préparées à la prendre d'assaut pendant l'opération Compass, en janvier 1941, le navire est resté au port car on pensait que ses canons principaux pourraient être utiles pour arrêter, au moins temporairement, les chars britanniques. Le San Giorgio est donc resté à Tobrouk et a participé à la défense de la ville avec son armement. Le navire était en état de naviguer (il était stationnaire depuis juin 1940, mais il n'était pas immobilisé), et lorsque la chute de Tobrouk sembla imminente, le commandant naval local, l'amiral Massimiliano Vietina, demanda au haut commandement naval de Rome (Supermarina) l'autorisation de le quitter, afin d'éviter ce qui était perçu comme la perte évitable d'un croiseur parfaitement sain, bien que dépassé. Cependant, le commandant en chef italien en Libye, le maréchal Rodolfo Graziani, s'oppose au départ de San Giorgio, " [...] pour ne pas priver la forteresse de l'apport des canons du San Giorgio et surtout pour des raisons morales, car le départ du navire serait préjudiciable au [moral] des troupes terrestres [s'il devait se produire] au moment même où l'attaque ennemie est en cours ". Le commandement suprême italien a décidé que le navire devait rester. Le San Giorgio est donc resté à Tobrouk et a continué à tirer sur les forces terrestres attaquantes tout au long de la bataille, jusqu'à ce que la ville soit tombée. Aux premières heures du 22 janvier, après que les dernières résistances à Tobrouk eurent cessé, l'équipage fut débarqué et une petite équipe de sabordage, dirigée par le capitaine Stefano Pugliese, fit sauter ses magasins afin qu'il ne tombe pas intact aux mains des Britanniques. La plupart des membres de l'équipage, y compris le capitaine Pugliese gravement blessé (par l'explosion prématurée d'une des charges de sabordage), sont faits prisonniers, bien qu'un petit groupe parvienne à s'échapper vers l'Italie dans un bateau de pêche, portant avec lui le drapeau de guerre de San Giorgio,. Le navire a reçu la médaille d'or de la valeur militaire (Medaglia d'Oro al Valor Militare) pour ses actions dans la défense de Tobrouk. L'inspection des filets anti-torpilles du San Giorgio, après la chute de Tobrouk, a révélé que pas moins de 39 torpilles, la plupart lancées par des avions britanniques, étaient restées coincées dans les filets pendant ses sept mois de service en temps de guerre.
Il semble d'avoir abattu l'avion d'un maréchal italien (Italo Balbo) venu prendre son commandement en Libye.
La coque du San Giorgio a été mise en service par les Britanniques en mars 1943 sous le nom de HMS San Giorgio pour servir de navire de réparation stationnaire et ils l'ont utilisé pendant le reste de la guerre. Renfloué en 1952, le navire sombre à environ 100 milles nautiques de Tobrouk pendant son remorquage vers l'Italie, alors qu'il se dirigeait vers son site de démantèlement.

## Décorations
- médaille d'or de la valeur militaire
- Vétéran de trois guerres, il a été le rempart de la défense de Tobrouk pendant six mois, toujours prêt à intervenir pour repousser les incursions des avions ennemis avec le feu infaillible de ses canons, toujours inébranlable pour soutenir les assauts qui se sont abattus sur lui. Lorsque la forteresse est envahie par des forces ennemies écrasantes, il consacre toute son énergie à la défense et, plutôt que de chercher à s'échapper par les routes maritimes, il s'offre comme dernière tranchée de résistance. Lorsque les colonnes adverses ont envahi les derniers abris, l'indomptable navire a été soufflé et coulé dans les eaux, tandis que le drapeau qui avait animé et alimenté la résistance acharnée, recueilli et ramené dans sa patrie, est resté un témoignage éclatant de l'esprit de combativité, de résistance et de dévouement des marins d'Italie. Rada de Tobrouk, 10 juin 1940 - 22 janvier 1941. - Arrêté royal du 10 juin 1943.